# Ngọc Sơn, Hiệp Hòa
Ngọc Sơn là một xã thuộc huyện Hiệp Hòa, tỉnh Bắc Giang, Việt Nam.

## Địa lý
Xã Ngọc Sơn nằm ở phía đông bắc huyện Hiệp Hòa, có vị trí địa lý:
- Phía đông giáp huyện Tân Yên
- Phía tây giáp thị trấn Thắng
- Phía nam giáp xã Lương Phong
- Phía bắc giáp các xã Hoàng An, Hoàng Lương, Hoàng Thanh.

Xã Ngọc Sơn có diện tích 10,21 km², dân số năm 2023 là 12.674 người, mật độ dân số đạt 1.241 người/km².

## Hành chính
Xã Ngọc Sơn được chia thành 7 thôn: Bình Dương, Đức Nghiêm, Ngọc Tân, Ngọc Thành 1, Ngọc Thành 2, Quyền, Sơn Giao.